# Damasippus discoidalis
Damasippus discoidalis är en insektsart som beskrevs av Ludwig Redtenbacher 1906. Damasippus discoidalis ingår i släktet Damasippus och familjen Prisopodidae. Inga underarter finns listade i Catalogue of Life.